# Эверстов, Михаил Ильич
Михаил Ильич Эверстов (род. 16 апреля 1958, Кобяй, Якутская АССР) — российский политик, депутат Государственной Думы Федерального Собрания Российской Федерации 5-го созыва. Занял 87-е место в списке Форбс «Власть и деньги. Рейтинг доходов чиновников 2010» с состоянием в 43 млн рублей.

## Биография
Родился 16 апреля 1958 в с. Кобяй Якутской АССР.
Окончил Якутский госуниверситет (1987), Юридическую академию (1998), Академию управления МВД РФ (1999).
Был рабочим совхоза, милиционером, участковым инспектором.
В 1993—1997 начальник управления по борьбе с экономическими преступлениями МВД Якутии.
С 1997 по 1999 работал в Главном управлении по борьбе с организованной преступностью РФ, где курировал вопросы экономической безопасности Дальнего Востока.
С 1999 был помощником Вячеслава Штырова, президента компании АЛРОСА
С 2003 зампред госсобрания Якутии.

### Депутат Госдумы
2 декабря 2007 года избран депутатом Государственной Думы 5-го созыва.
В 2010 попал в скандал — школьники не смогли попасть в райцентр на сдачу ЕГЭ потому что вертолет понадобился в тот момент Эверестову для охоты на уток.